# پس از مرگ (مجموعه تلویزیونی)
پس از مرگ یا زندگی پس از مرگ (انگلیسی: Afterlife) یک مجموعهٔ درام تلویزیونی بریتانیایی می‌باشد.

## موضوع فیلم
این مجموعهٔ تلویزیونی شرح فعالیت‌های یک واسطه روحی است که به نظر می‌رسد که توانایی برقراری ارتباط با ارواح مردگان را دارد.